# Govic
Govic je hudourniški potok, ki lahko ob močnem pomladnem ali jesenskem deževju izvira iz podzemne jame in tvori istoimenski slap (Govic) v ostenju gore Pršivec (1761 m) nad severno obalo Bohinjskega jezera. Včasih se zgodi, da vode Govica ne pridejo na dan tudi leto in več.
Izvir je vokliškega tipa (po izviru v pokrajini Vaucluse v Franciji) in je nastal v zgornjetriasnih dolomitiziranih apnenčastih strmih stenah. Pretok vode ob izbruhu je zelo močan in celo večji od poprečnega pretoka Savice. Na moč vode kažejo velike skale v hudourniški strugi, njegov vršaj pa tvori največji polotok na severni obali jezera imenovan Na jami. Izbruh traja lahko samo nekaj ur in je zelo redek pojav.
Vhod v izvirno jamo je na nadmorski višini 655 m. Jama se spusti poševno okoli 105 m pod vhodom, kjer je ob normalni vodi majhno jezero. Zaenkrat se jamskim potapljačem še ni uspelo prebiti do konca sifona. Najgloblji potop je bil 92 m. Ta točka se nahaja 208 m pod vhodom in je precej nižja od dna Bohinjskega jezera. Verjetno se vode, ko Govic miruje, in se zbirajo v podzemlju Pršivca, pretakajo direktno v jezero.
Legenda o tem slapu govori, da v jami iz katere ob močnem deževju priteče voda - torej slap - spi zmaj in takrat ko pride voda do njegovega repa z njim zamahne in tako potisne vso vodo iz jame.
O Govicu je pisal in ga narisal že Janez Vajkard Valvasor v Slavi Vojvodine Kranjske.
Govic ter bukov gozd in gabri z veliki krošnjami na vršaju hudournika so zaščiteni kot naravna vrednota.